# アルプス女学園
『アルプス女学園』（アルプスじょがくえん）は、2014年9月27日に日本で公開された映画。

## 内容
山梨県の私立高校・アルプス女学園を舞台に、寮の封鎖を防ぐために奮闘する学生を描く。

## キャスト
出典：
かっこ内は当時所属していたアイドルグループ。
- 仲原舞
- 宮崎理奈（SUPER☆GiRLS）
- 安田聖愛
- 百川晴香（青春!トロピカル丸）
- 石田佳蓮（アイドリング!!!）
- 桃瀬美咲
- 石條遥梨（AeLL.）
- 須永留奈（Tokyo Cheer② Party）
- 芦原優愛（Tokyo Cheer② Party）
- 篠崎愛（AeLL.）
- 横山ルリカ（アイドリング!!!）
- 長谷川初範

## スタッフなど
出典：
- 製作：中野久、宇治重喜、及川次雄、上野境介
- プロデューサー：鶴岡大二郎、平野貴之、板橋明久
- アシスタントプロデューサー：福田望
- 脚本：奥西隼也
- 撮影：曽根剛
- 録音：西岡正己
- 助監督：遠堂直也
- 配給：島崎良一
- 音楽：SHUN
- 撮影協力：山梨県南アルプス市
- 制作プロダクション：キャンター
- 宣伝・配給：トリプルアップ